# Le Lutin de la vallée

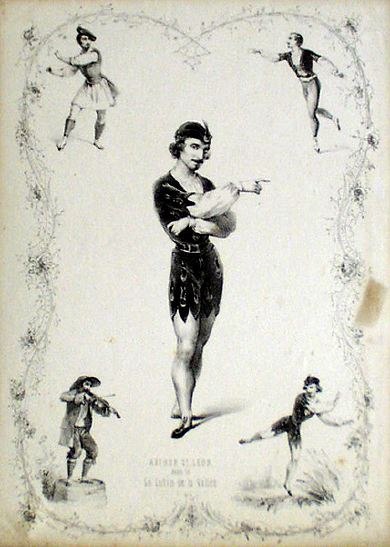
Arthur Saint-Léon dans
Le Lutin de la vallée.

Le Lutin de la vallée est un ballet en 2 actes et 3 tableaux d'Arthur Saint-Léon, représenté pour la première fois le 22 janvier 1853 au Théâtre Lyrique de Paris.